# Четацуја (Дамбовица)
Четацуја (рум. Cetățuia) насеље је у Румунији у округу Дамбовица у општини Барбулецу. Oпштина се налази на надморској висини од 670 m.

## Становништво
Према подацима из 2002. године у насељу је живело 434 становника, од којих су сви румунске националности.